# 태비사 세인트저메인
태비사 세인트저메인(영어: Tabitha St. Germain)은 캐나다의 성우, 가수이다. 《마이 리틀 포니: 우정은 마법》의 레리티 역으로 출연했다.

## 참여 작품

### 웹 프로덕션
- 브로니

### 실사화 영화
- 수퍼내추럴
- 브로니: 전혀 예상못한 마이 리틀 포니의 성인 팬들

### 서양 애니메이션
- 아크 (2003년 영화)
- 바비와 삼총사
- 바비: 프린세스 참 스쿨
- 바비의 패션 이야기
- 바이오니클 2 - 메트루 누이의 전설
- 캡틴 플라밍고
- 아기 공룡 버디
- 드림킥스
- 에드라는 이름의 세 친구
- 헬캣츠
- 어머! 물고기가 됐어요
- 히어로 : 108
- 리틀펫샵
- 말하는 강아지 마사
- 몬스터 버스터 클럽
- 마이 리틀 포니
- 마이 리틀 포니: 우정은 마법
- 마이 리틀 포니: 이퀘스트리아 걸스
- 마이 리틀 포니: 이퀘스트리아 걸스 - 레인보우 락
- 마이 리틀 포니: 이퀘스트리아 걸스 - 우정 게임
- 마이 리틀 포니: 이퀘스트리아 걸스 - 에버프리의 전설
- 마이 리틀 포니: 이퀘스트리아 걸스 스페셜
- 마이 리틀 포니: 이퀘스트리아 걸스 썸머타임 쇼츠
- 마이 리틀 포니: 포니 라이프
- 마이 리틀 포니: 더 무비
- 마이 리틀 포니: 최고로 멋진 선물
- 마이 리틀 포니: 레인보우 로드 트립
- 마이 리틀 포니: 이퀘스트리아 걸스 - 잊혀진 우정
- 마이 리틀 포니: 이퀘스트리아 걸스 - 엉망진창 봄방학
- 마이 리틀 포니: 이퀘스트리아 걸스 - 선셋의 백스테이지 패스
- 마이 리틀 포니: 이퀘스트리아 걸스 - 명절 이야기 모음
- 극장판 마이 리틀 포니: 새로운 희망
- 팩맨과 유령의 모험
- 우주탐험가 젯
- 슬러그테라
- 수퍼눕스

### 일본 애니메이션
- 블랙 라군
- 꽃보다 남자
- 데스노트
- 정들면 고향 코스모스장
- 드래곤볼 Z
- 드래곤 드라이브
- 갤럭시 엔젤
- 은혼
- 방가방가 햄토리
- 무한의 리바이어스
- 이누야샤
- Go! Go! 다섯 쌍둥이
- 록맨 에그제 (애니메이션)
- 미르모 퐁퐁퐁
- 카드왕 믹스마스터
- 기동전사 건담 SEED
- 기동전사 건담 SEED DESTINY
- 기동전사 건담 더블 오
- 파워퍼프걸Z
- 작안의 샤나
- 스트레인저 무황인담
- 초 로봇 생명체 트랜스포머 마이크론 전설
- 조이드 퓨저스

### 실사화 텔레비전
- 스타게이트 SG-1
- 수퍼내추럴

### 비디오 게임 역할
- 전국 바사라
- 드라갈리아 로스트